# طوم فلين (مؤلف)
طوم فلين (بالإنجليزية: Tom Flynn)‏ (18 أغسطس 1955، إيري في الولايات المتحدة)؛ روائي أمريكي.